# حمدي الحرباوي
حمدي الحرباوي (مواليد 5 يناير 1985 السرس) هو لاعب كرة قدم تونسي. سبق له اللعب لنادي الترجي الرياضي في تونس.
الطول:1.86.
الوزن:84 كلغ.
كما لعب مع المنتخب الوطني التونسي 3 مباريات وسجل 3 اهداف.
لعب سابقا في نادي قطر القطري و العربي القطري.

## سجل الألقاب
- بطل تونس 2003.2004.2006
- كاس تونس 2006.2007
- بطل بلجيكيا (الدرجة الثانية) 2011
- كاس بلجيكيا 2012
- هداف البطولة البلجيكية(الدرجة الثالثة)2010.(الدرجة الثانية)2011.

## روابط خارجية
- حمدي الحرباوي على موقع الاتحاد الأوربي (الإنجليزية)
- حمدي الحرباوي على موقع قاعدة بيانات كرة القدم.إي يو (الإنجليزية)
- حمدي الحرباوي على موقع ناشيونال فوتبول تيمز (الإنجليزية)
- حمدي الحرباوي على موقع Soccerway.com (الإنجليزية)
- حمدي الحرباوي على موقع كووورة
- حمدي الحرباوي على موقع AS.com (الإسبانية)